# 1747 în literatură
Anul 1747 în literatură a implicat o serie de evenimente și cărți noi semnificative.  

## Cărți noi
- William Blackstone - The Pantheon (atribuită)
- Thomas Carte - A General History of England
- William Dunkin - Boetia
- Thomas Edward - A Supplement to Mr. Warburton's Edition of Shakespear
- Henry Fielding, ca "John Trott Plaid" - The Jacobite's Journal (periodice)
- Sarah Fielding - Familiar Letters Between the Principal Characters in David Simple
- Samuel Foote - The Roman and English Comedy Consider'd
- Philip Francis - A Poetical Translation of the Works of Horace
- Hannah Glasse - The Art of Cookery
- Madame de Graffigny - Letters from a Peruvian Woman
- Thomas Gray - Ode on a Distant Prospect of Eton College
- Henry Home, Lord Kames - Essays Upon Several Subjects Concerning British Antiquities
- Samuel Johnson - The Plan of a Dictionary of the English Language
- Charlotte Lennox - Poems
- David Mallet - Amyntor and Theodora
- William Mason - Musaeus: A monody to the memory of Pope (o imitație a poemului lui Milton Lycidas)
- William Memoth, cel tânăr - The Letters of Pliny the Consul
- Lady Mary Wortley Montagu - Six Town Eclogues
- Josiah Ralph - A Miscellany
- Samuel Richardson - Clarissa vol. i - ii
- William Shakespeare - The Works of Shakespear (editată de William Warburton)
- Tobias Smollett - Reproof
- Joseph Spence - Polymetis
- Laurence Sterne - The Case of Elijah and the Widow of Zerephath
- Voltaire - Zadig
- Horace Walpole - A Letter to the Whigs
- Joseph Warton - Ranelagh House
- Thomas Warton - The Pleasures of Melancholy